# کالی سامبوچینی
کالی سامبوچینی (ایتالیایی: Kally Sambucini؛ ۱۸ اوت ۱۸۹۲ – ۲۷ دسامبر ۱۹۶۹) بازیگر اهل ایتالیا بود.
از فیلم‌ها یا مجموعه‌های تلویزیونی که وی در آن‌ها نقش داشته‌است، می‌توان به گل سرخ گرانادا اشاره نمود.